# 메가마트
메가마트는 농심그룹이 운영하는 대형할인점이다. 매장규모에 따라 대형마트와 SSM으로 구분할 수 있다. 규모상으론 4대 대형마트 업체이지만 매출액이나 점포 수에서 3대 대형마트와 차이가 크다. 매출액은 탑마트를 운영하는 서원유통이 크지만 서원유통의 경우 대형마트는 2개소 뿐인지라 통상적으로 SSM 업체로 취급된다. 메가마트의 경우 국내 16개 점포 중 대형마트가 8개(울산 신선도원몰 포함), SSM이 7개, 백화점이 1개(춘천 M백화점)로 대형마트 부분의 점포수가 많고 매출액도 훨씬 크다. 1975년 6월 28일에 '동양수퍼마켓개발'로 설립되었다가 '동양체인'으로 사명을 바꾸었고 같은 해 11월에 농심그룹에서 인수하였다. 본사는 서울특별시 동작구 여의대방로 112(신대방동)에 위치하고 있으며 메가마트 지점은 대한민국에 16개 지점, 미국 애틀란타에 1개 지점이 운영중이다. 주요 점포들이 부산을 중심으로 한 동남권 인근에 몰려 있고 사업의 시작을 부산에서 했기에 부산지역에선 향토기업으로 여겨진다. 특히나 동래점과 남천점은 부산지역 대형마트 매출액 1, 2위를 달리고 있고 동래점은 한때 단위면적당 전국 매출 1위를 유지하기도 했다.

## 연혁
- 1975년 6월 28일: 동양수퍼마켓개발(주)로 설립.
- 1975년 7월 4일: 동양체인(주)으로 상호를 변경
- 1981년 11월 24일: 농심그룹에 인수 및 (주)농심가로 회사명을 변경 (대표이사 신윤석)
- 1984년 4월 9일: 세우유통(주)을 흡수합병
- 1994년 9월 6일: 부산·영남권 물류기능제고를 위하여 경상남도 울산군 삼남면 교동리에 언양물류센타를 준공
- 1995년 3월 1일: 본점소재지변경(서울시 금천구 시흥대로 27길 32)
- 1995년 8월 17일: 할인판매 1호점인 메가마켓 동래점과 메가소프트웨어 1호점인 메가소프트웨어 동래점 개점
- 2001년 2월 28일: 중국으로 진출, 심양에 해외할인매장 1호점인 심양메가마초시유한공사를 합작설립
- 2002년 7월 13일: 회사명을 (주)메가마트로 변경
- 2004년 5월 1일: 메가큐 개점(온라인쇼핑몰)
- 2005년 2월 1일: 중국 난징사무소 설치
- 2005년 8월 18일: 의류사업부 신설
- 2006년 10월 17일: 중국 광저우사무소 설치
- 2007년 9월 18일: 홍콩법인 설립
- 2007년 10월 31일: (주)메가코디 자산 양수
- 2008년 3월 6일: 남경매가마초시유한공사(할인점부문폐점)
- 2008년 10월 1일: 의류사업부-패션사업부로 통합
- 2008년 10월 9일: (주)메가코디 청산으로 계열회사에서 제외
- 2008년 10월 20일: 중국 상하이사무소 설치
- 2010년 10월 29일: 미국 애틀란타에 첫 1호점 개점, 메가마트 둘루스점
- 2010년 11월 5일: 중국 난징사무소 폐쇄
- 2010년 12월 17일: 중국 광저우사무소 폐쇄
- 2011년 1월 6일: 중국 상하이사무소 폐쇄
- 2011년 7월 6일: 항저우 메가마트 해외직접투자 청산신고 완료
- 2011년 11월 2일: 심양법인 지분양도 완료
- 2011년 11월 11일: 홍콩법인 청산완료
- 2011년 11월 28일: (주)뉴테라넥스 지분취득 (계열회사에 포함)
- 2012년 2월 15일: 미국 사무소 설립 (미국 DULUTH)
- 2012년 7월 16일: 선양 메가마트 해외직접투자 청산신고 완료
- 2012년 7월 20일: 시흥물류센터 신축완료
- 2012년 9월 21일: 상하이 메가마트 해외직접투자 청산신고 완료
- 2013년 9월 30일: 난징 메가마트 청산완료
- 2016년 12월: 메가마트 울산점 증축 (울산 신선도원몰)
- 2020년 3월: 메가마트 천안점 '메가도매센터'로 리뉴얼, 식품 전문
- 2021년 4월 1일: 메가마트 서니베일점 개점
- 2021년 4월 9일: 메가마켓 고양점 개점
- 2023년 4월 11일: (주)뉴테라넥스를 흡수합병

## 점포 현황

### 메가마트
| 점포명       | 주소                                  | 개설일          |
| ------------ | ------------------------------------- | --------------- |
| 동래점(마트) | 부산광역시 동래구 충렬대로 197        | 1995년 8월 17일 |
| 언양점(마트) | 울산광역시 울주군 삼남읍 반구대로 612 | 1998년 7월 23일 |
| 울산점(마트) | 울산광역시 북구 진장17길 10           | 2000년 5월 25일 |
| 기장점(마트) | 부산광역시 기장군 일광읍 기장대로 673 | 2010년 6월 29일 |
| 김해점(마트) | 경상남도 김해시 김해대로2492번길 20   | 2012년 9월 3일  |
| 문현점(SSM)  | 부산광역시 남구 수영로39번길 2-5      | 1993년 4월 16일 |
| 외동점(SSM)  | 경상남도 김해시 함박로101번길 23      | 1996년 3월 20일 |
| 덕계점(SSM)  | 경상남도 양산시 덕계로 60             | 1998년 1월 15일 |
| 덕천점(SSM)  | 부산광역시 북구 기찰로 164            | 2004년 7월 26일 |
| 양평점(SSM)  | 경기도 양평군 양평읍 남북로 79-1      | 2005년 1월 24일 |

### 메가도매센터
| 점포명 | 주소                                 | 개설일           |
| ------ | ------------------------------------ | ---------------- |
| 천안점 | 충청남도 천안시 서북구 천안대로 1348 | 1999년 11월 17일 |

### M백화점
| 점포명 | 주소                      | 개설일          |
| ------ | ------------------------- | --------------- |
| 춘천점 | 강원도 춘천시 금강로 68-9 | 2008년 4월 30일 |

### 메가마켓
| 점포명 | 주소                              | 개설일          |
| ------ | --------------------------------- | --------------- |
| 방이점 | 서울특별시 송파구 양재대로 1178   | 1989년 2월 25일 |
| 아산점 | 충청남도 아산시 외암로 1560       | 2017년 3월 15일 |
| 고양점 | 경기도 고양시 덕양구 권율대로 420 | 2021년 4월 9일  |

### 해외매장
- 중국 상하이점 (2009년 9월 9일 개점)
- 미국 애틀랜타점 (2010년 10월 29일 개점) ,   둘루스(Duluth)
- 미국 서니베일점 (2021년 4월 1일 개점)

### 과거매장
- 포항점 (1999년 9월 9일 개점, 2006년 10월 5일 폐점)[2]
- 부산 남천점 (2002년 개점, 2024년 5월 31일 폐점)
- 양평점 (2022년 7월 16일 폐점)
- 중국 난징점 (2005년 1월 24일 개점, 2008년 3월 6일 폐점)
- 중국 항저우점 (2008년 8월 28일 개점, 2009년 6월 8일 폐점)

## 사진

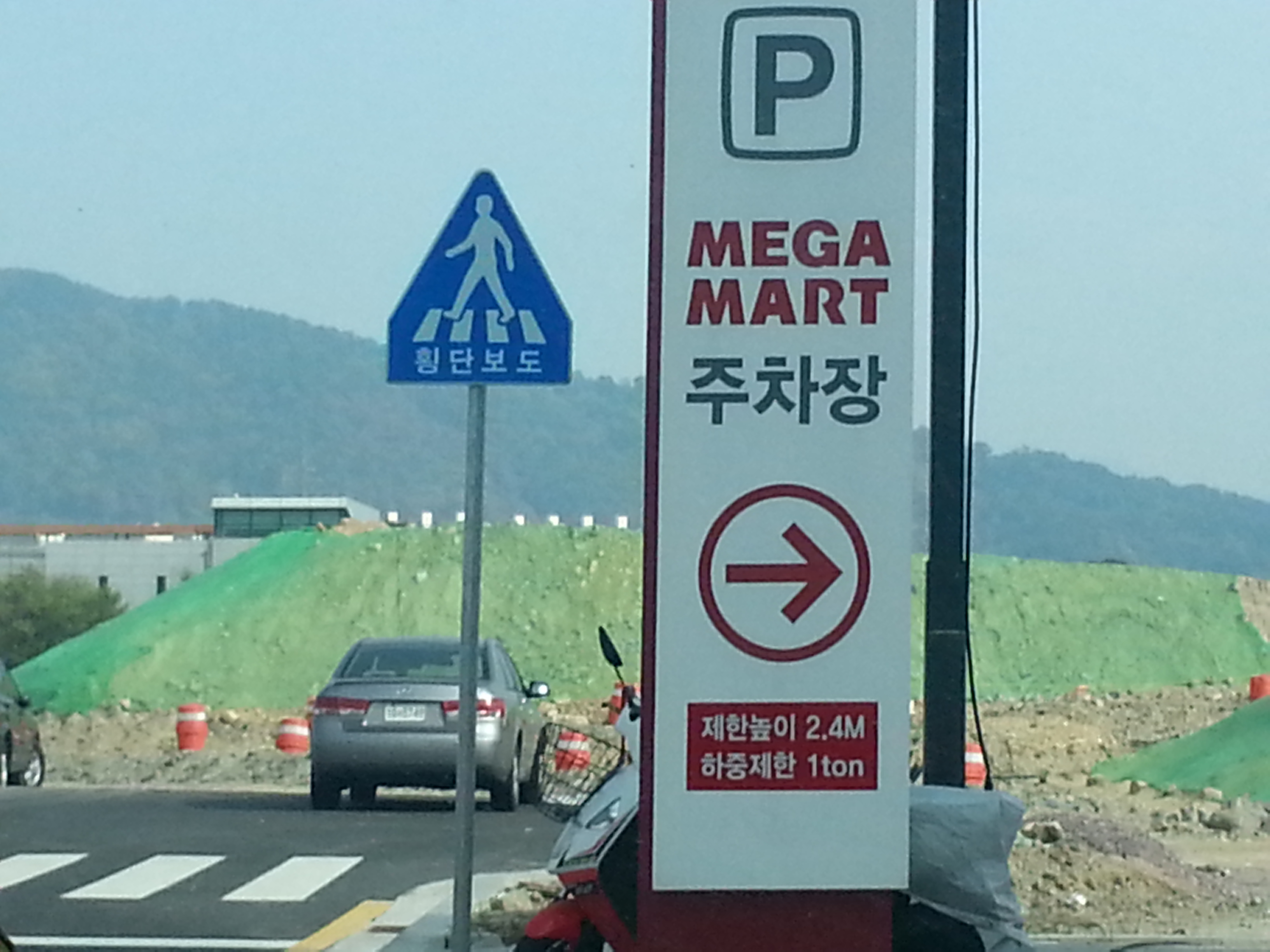
메가마트 부산점 주차장 표지판

## 같이 보기
- 농심그룹